# 橋本敬史
橋本 敬史（はしもと たかし、1965年9月30日 - ）は、群馬県桐生市出身のアニメーター。血液型はA型。桐生雅則という別名義がある。

## 略歴
高校卒業後、スタジオじゃんぐるじむに入社、摩砂雪に指導を受ける。4年ほど在籍した後、フリーランスとなり、アニメーター、デザイナーとして数多くの作品に参加する。

## 人物
メカやエフェクトの作画で高い評価を受けているアニメーターである。また、業界で3Dに付随するアニメーションに特化した人材としても知られている。3DCGにニュアンスを加えたりエフェクトを施したりして作画アニメ的な魅力を与えるスーパーバイザーとしても活動し、監督とCG班との間の潤滑油のような役割も果たす。代表的な参加作品は、大友克洋監督の『スチームボーイ』、宮﨑駿監督の『ハウルの動く城』『崖の上のポニョ』、庵野秀明監督の『ヱヴァンゲリヲン新劇場版:序』『ヱヴァンゲリヲン新劇場版:破』『ヱヴァンゲリヲン新劇場版:Q』、細田守監督の『デジモンアドベンチャー ぼくらのウォーゲーム!』『ONE PIECE THE MOVIE オマツリ男爵と秘密の島』『サマーウォーズ』や『劇場版 NARUTO -ナルト-シリーズ』『劇場版 魔法少女まどか☆マギカ』『君の名は。』など。
また、キャラクター物も描ける幅広いアニメーターであり、中村健治監督作の『モノノ怪』『空中ブランコ』『C』では、コンセプトデザイン、キャラクター設定、総作画監督などを務め、その奇抜で魅力的なビジュアルが注目を集めた。
メカ作画は、金田伊功と大張正己の中間くらいの感じが理想だという。
エフェクトに関しては、大平晋也から強い影響を受けている。『AKIRA』の仕事を終えた大平と仕事をする機会があり、その時に色々と教えられ、エフェクトのみならず画風に至るまで根っこの部分に大平の影響があるという。また、『YAMATO2520』で出会った増尾昭一やいくつかの作品で衝撃を受けた磯光雄にも影響を受けている。

## 主な参加作品

### テレビアニメ
1985年
- あした天気になあれ（原画）
- 魔法のスターマジカルエミ（原画）
- ハイスクール!奇面組（原画）

1986年
- プロゴルファー猿（第37話原画）

1987年
- きまぐれオレンジ☆ロード（原画）
- ミスター味っ子（原画）

1988年
- 燃える!お兄さん（原画）

1989年
- 美味しんぼ（第14話原画）

1990年
- 魔法のエンジェルスイートミント（作画監督）

1991年
- 魔法のプリンセス　ミンキーモモ 夢を抱きしめて（第4話・第9話・第16話・第22話作画監督）
- 緊急発進セイバーキッズ（第41話作画監督）

1992年
- あしたへフリーキック（作画監督）
- バトルファイターズ 餓狼伝説（作画監督）

1995年
- 新世紀エヴァンゲリオン （第7話・第19話原画）

1996年
- 超者ライディーン（原画）

1998年
- 快傑蒸気探偵団 TV ANIMATION SERIES（メカデザイン、原画）

1999年
- THE ビッグオー（原画）
- 神秘の世界エルハザード（OP原画）
- Blue Gender（デザインワークス、OP原画）

2000年
- 無限のリヴァイアス（第25話原画）

2001年
- 破邪巨星Gダンガイオー（メカ総作画監督、メカ作監）

2003年
- プラネテス（OP原画）
- なるたる（竜骸、メカニックデザイン）
- BPS バトルプログラマーシラセ（メカデザイン、メカ作画監督）

2004年
- 神魂合体ゴーダンナー!!（第21話メカ作画監督）
- 妄想代理人（第13話原画）
- モンキーターンV（メカデザイン）

2005年
- ガイキング LEGEND OF DAIKU-MARYU（原画）
- IZUMO -猛き剣の閃記-（OP・ED原画）
- CLUSTER EDGE（第1話メカ作監）
- 交響詩篇エウレカセブン（原画、OP原画）

2006年
- 怪 〜ayakashi〜 「化猫」（コンセプトデザイン、キャラクター設定、総作画監督）
- ケモノヅメ（第13話原画）
- Fate/stay night（第24話原画）
- よみがえる空 -RESCUE WINGS-（メカニックデザイン、作画監督）

2007年
- 機動戦士ガンダム00（原画）
- モノノ怪（キャラクター設定、総作画監督、作画監督）

2008年
- 墓場鬼太郎（OP・ED原画、作画監督、原画）
- ヤッターマン（第2作）（アクション作画監督、原画、OP原画）
- 喰霊-零-（第3話原画）
- キャシャーン Sins（原画、第11話エフェクト補佐）
- ソウルイーター（原画）

2009年
- 空中ブランコ（キャラクターデザイン、総作画監督、作画監督、原画）

2010年
- STAR DRIVER 輝きのタクト（原画）
- ストライクウィッチーズ2（OP原画）
- 世紀末オカルト学院（第13話原画）
- ONE PIECE（OP原画、原画）
- HEROMAN（OP原画）

2011年
- C（アニメーションキャラクターデザイン、総作画監督、作画監督、原画）
- SKET DANCE（OP原画）
- 銀魂（原画）
- 灼眼のシャナIII（Final）（原画）
- ダンボール戦機（原画）

2012年
- キルミーベイベー（OP原画）
- 機動戦士ガンダムAGE（OP2原画）
- つり球（エフェクトアニメーション）
- マギ The labyrinth of magic（エフェクトアニメーション）

2013年
- マギ The Kingdom of magic（エフェクトアニメーション）
- ガッチャマン クラウズ（ビジュアルエフェクトアニメーション）
- 宇宙戦艦ヤマト2199（エフェクトアドバイザー）
- 京騒戯画（原画）

2014年
- アルドノア・ゼロ（メカ・エフェクトアニメーション）
- ウィザード・バリスターズ 弁魔士セシル（エフェクト作画監督）
- ガンダム Gのレコンギスタ（第26話原画）
- さばげぶっ!（エフェクト監修）
- 世界征服〜謀略のズヴィズダー〜（原画）
- 神撃のバハムート GENESIS（エフェクトアニメーション）
- とある飛空士への恋歌（エフェクトアニメーション）
- 七つの大罪（第21話原画）
- ワールドトリガー（第46話原画）

2015年
- 艦隊これくしょん -艦これ-（エフェクトディレクター）
- 暗殺教室（エフェクト作画監督）
- アルドノア・ゼロ (第2期)（メカ・エフェクトアニメーション）
- 血界戦線（エフェクト作画監督）
- ワールドトリガー（原画）

2016年
- 暗殺教室 (第2期)（エフェクト作画監督）
- アイドルメモリーズ（第7話原画）
- ガッチャマン クラウズ インサイト（ビジュアルエフェクトアニメーション、エフェクト作画監督）
- クロムクロ（第25話 エフェクト作画監督）
- コンクリート・レボルティオ〜超人幻想〜THE LAST SONG（第24話原画）
- 新妹魔王の契約者（第1期 OP原画）
- ハンドレッド（エフェクト総作画監督）
- スカーレッドライダーゼクス（エフェクトコンセプト、エフェクト作画監督）
- 侍霊演武：将星乱：将星乱（エフェクト監修）
- タイムボカン24（エフェクト作画監督、ED原画、原画）
- 文豪ストレイドッグス セカンドシーズン（第20話原画）
- 僕のヒーローアカデミア（第23話、第37話エフェクト作画監督）
- 魔装学園H×H（OP原画、第11話原画）
- 魔法少女育成計画（エフェクト作画監督）
- モブサイコ100（OP原画）
- モンスターハンター ストーリーズ RIDE ON（エフェクト作画監督、OP原画）
- CHEATING CRAFT（第1話・第5話原画）
- Fate/Grand Order -First Order-（エフェクト作画監督）

2017年
- 幼女戦記（エフェクトディレクター）
- GRANBLUE FANTASY The Animation（エフェクトアニメーション）
- Re:CREATORS（エフェクトアニメーション）
- タイムボカン 逆襲の三悪人（エフェクト作画監督、OP作画監督）
- キラキラ☆プリキュアアラモード（エフェクト作画監督、第48話原画）
- ロクでなし魔術講師と禁忌教典（エフェクト作画監督）
- 神撃のバハムート VIRGIN SOUL（エフェクトアニメーション）
- キノの旅 -the Beautiful World- the Animated Series（原画）
- 血界戦線 & BEYOND（エフェクト作画監督）

2018年
- Fate/EXTRA Last Encore（原画）
- 名探偵コナン（エフェクト作画監督、OP46エフェクト作画監督）
- LOST SONG（エフェクト作画監督）
- 銀河英雄伝説 Die Neue Thes（エフェクト作画監督）
- 重神機パンドーラ（原画）
- されど罪人は竜と踊る（エフェクト監修、原画）
- フルメタル・パニック! Invisible Victory（原画）
- メガロボクス（第8話原画）
- ゴールデンカムイ（第11話原画）
- 七星のスバル（エフェクトデザイン、エフェクト監修）
- 少女☆歌劇 レヴュースタァライト（第12話原画）

2019年
- エガオノダイカ（メインエフェクトアニメーター）
- 群青のマグメル（エフェクト監修、第13話）
- なむあみだ仏っ！-蓮台 UTENA-（エフェクト作画監督）
- 超可動ガール1/6（エフェクト監修、第7話）

2020年
- マギアレコード 魔法少女まどか☆マギカ外伝（アクションディレクター、原画、作画監督協力、OP原画、武器設定）
- 最響カミズモード!（エフェクト作画監督）
- いわかける! - Sport Climbing Girls -（第11話ラストカット原画）

2021年
- 呪術廻戦（第20話原画）
- マブラヴ オルタネイティヴ（第10話原画）

2022年
- ルパン三世 PART6（第12話・第13話・第24話原画、第13話メカ作画監督）
- 盾の勇者の成り上がり Season2（OP原画）
- DRAGON QUEST -ダイの大冒険-（第73話原画）
- ビルディバイド -＃FFFFFF-（アクション、エフェクト作画監督）
- ダンジョンに出会いを求めるのは間違っているだろうかⅣ（アクション、エフェクト監修）
- 名探偵コナン 警察学校編 Wild Police Story （エフェクト作画監督）
- BLEACH 千年血戦篇（原画）

2023年
- HIGH CARD（エフェクト作画監督）
- BLEACH 千年血戦篇-訣別譚-（アクション・エフェクト作画監督）
- 七つの魔剣が支配する（アクション作画監督)
- るろうに剣心 -明治剣客浪漫譚- 序幕東京（アクション作画監督、原画）

2024年
- 勇気爆発バーンブレイバーン（原画）
- キン肉マン 完璧超人始祖編（原画）
- グレンダイザーU（エフェクト作画監督）
- BLEACH 千年血戦篇-相剋譚-（アクション・エフェクト作画監督）

2025年
- 戦隊レッド 異世界で冒険者になる（エフェクト作画監督）
- ＃コンパス2.0 戦闘摂理解析システム（アクションエフェクト作監）
- おそ松さん（原画）

### OVA
1987年
- 破邪大星ダンガイオー（原画）

1988年
- BUBBLEGUM CRISIS THE STORY OF KNIGHT SABERS MEGA TOKYO 2032 PART4 REVENGE ROAD（原画）
- 冥王計画　ゼオライマー（原画）

1989年
- 破邪大星ダンガイオー第3巻（原画）
- BUBBLEGUM CRISIS THE STORY OF KNIGHT SABERS MEGA TOKYO 2033 PART6 RED EYE'S（原画）
- RIDING BEAN ライディング・ビーン（原画）
- エンゼルコップ（原画）
- 魔龍戦紀（第2話原画）
- 孔雀王2幻影城（作画監督補）

1990年
- SOL BIANCA（原画）
- A-Ko The VS（メカ作画監督、原画）
- バイオレンスジャック ヘルスウインド編（原画）

1991年
- BUBBLEGUM CRISIS THE STORY OF KNIGHT SABERS MEGA TOKYO 2033 PART8 SCOOP CHASE LISA（原画）
- ドラゴンナイト（作画）
- エクスパーゼノン（メカ作画監督）
- 魍魎戦記MADARA（モンスター作画監督、原画）
- 校内写生2（キャラクターデザイン、作画監督）
- THE八犬伝（原画）
- NG騎士ラムネ&40 EX ビクビクトライアングル 愛の嵐大作戦（原画）

1992年
- 超神伝説うろつき童子・未来篇1（モンスター設定、原画）
-  BASTARD!! -暗黒の破壊神-（作画監督、原画）
- ジャイアントロボ THE ANIMATION -地球が静止する日（原画）

1993年
- アイドル防衛隊ハミングバード（原画）
- 超時空世紀オーガス02（デザイン協力、第2話・第4話・第6話作画監督、OP原画）
- 超神伝説うろつき童子・未来篇2 シーザーズ・パレスの謎（作画監督補）
- 超神伝説うろつき童子・未来篇3 シーザーズ・パレスの崩壊（エフェクト作画監督、モンスターデザイン、原画）
- 超神伝説うろつき童子・未来篇4 未来への旅立ち（作画監督補）
- 超神伝説うろつき童子・放浪篇1 秘密の花園（作画監督補）
- 銃夢（原画）

1994年
- ジャイアントロボ THE ANIMATION -地球が静止する日（原画）
- 超神伝説うろつき童子・放浪篇2 神への長い道（モンスターデザイン）
- マクロスプラス（原画）

1995年
- YAMATO2520（メカデザイン、総作画監督）
- 精霊使い（エフェクト作画監督）
- 戦ー少女イクセリオン（作画監督、メカデザイン）
- 超神伝説うろつき童子・放浪篇3 旅、果つる処（モンスターデザイン）
- アミテージ・ザ・サード（原画）
- ORIGINAL VIDEO ANIMATION 銀河お嬢様伝説ユナ 哀しみのセイレーン（原画）

1996年
- タトゥーン★マスター（作画監督）
- 超人学園 ゴウカイザー THE VOLTAGE FIGHTERS（原画）

1997年
- フォトン（原画）
- 電脳戦隊ヴギィ'ズ★エンジェル（メカニックデザイン、原画）
- レイアース（原画）

1998年
- 聖少女艦隊バージンフリート（視覚効果デザイン）
- 真ゲッターロボ 世界最後の日（原画）

1999年
- 電脳戦隊ヴギィ'ズ★エンジェル FOREVER AND EVER（メカニックデザイン）
- 太陽の船 ソルビアンカ（原画）

2002年
- 螺旋回廊（メカデザイン）

2005年
- 鴉 -KARAS-（特技監督、友情作画監督、特技コンテ、原画）

2006年
- FREEDOM（エフェクトアニメーション、エフェクト作画監督、原画）

2011年
- Fate/Prototype（原画）

2012年
- 一発必中!! デバンダー（メカニック作画、OP原画）

2014年
- 機動戦士ガンダムUC（エフェクト作画監督、原画）

2016年
- クビキリサイクル 青色サヴァンと戯言遣い（第1話原画）
- 血界戦線 特別編『王様のレストランの王様』（エフェクト作画監督）

2017年
- クビキリサイクル 青色サヴァンと戯言遣い（第5話原画）

### 劇場アニメ
1989年
- プロジェクトA子 完結篇（原画）

1991年
- サイレントメビウス THE MOTION PICTURE（原画）

1992年
- サイレントメビウス THE MOTION PICTURE2（メカ作画監督）

1995年
- MEMORIES「最臭兵器」｢彼女の想いで｣（原画）
- GHOST IN THE SHELL / 攻殻機動隊（原画）

1996年
- X -エックス-（原画）

1997年
- 新世紀エヴァンゲリオン劇場版 Air/まごころを、君に（原画）

1999年
- 少女革命ウテナ アドゥレセンス黙示録（原画）

2000年
- デジモンアドベンチャー ぼくらのウォーゲーム!（原画）
- エスカフローネ（原画）
- デジモンアドベンチャー02（作画監督）
- ああっ女神さまっ（原画）

2004年
- 聖闘士星矢 天界編 序奏〜overture〜（原画）
- スチームボーイ（メカエフェクト作画監督、原画）
- 犬夜叉 紅蓮の蓬莱島（原画）
- 劇場版 金色のガッシュベル!! 101番目の魔物（原画）
- 劇場版 NARUTO -ナルト- 大活劇!雪姫忍法帖だってばよ!!（エフェクト作画監督）
- ハウルの動く城（原画）

2005年
- ONE PIECE THE MOVIE オマツリ男爵と秘密の島（原画）
- 劇場版 NARUTO -ナルト- 大激突!幻の地底遺跡だってばよ（原画）

2006年
- ゲド戦記（原画）
- 新ＳＯＳ大東京探検隊（エフェクト作画監督）
- 劇場版BLEACH MEMORIES OF NOBODY（エフェクト監修）

2007年
- ヱヴァンゲリヲン新劇場版:序（原画）
- 劇場版BLEACH The DiamondDust Rebellion もう一つの氷輪丸（エフェクト監修）

2008年
- 崖の上のポニョ（原画）
- 劇場版 NARUTO -ナルト- 疾風伝 絆（原画）
- スカイ・クロラ The Sky Crawlers（エフェクト作画）
- 劇場版BLEACH Fade to Black 君の名を呼ぶ（エフェクト監修）
- 劇場版 ゲゲゲの鬼太郎 日本爆裂!!（原画）

2009年
- 交響詩篇エウレカセブン ポケットが虹でいっぱい（メカニック原画）
- ヱヴァンゲリヲン新劇場版:破（原画）
- サマーウォーズ（原画）
- 劇場版 NARUTO -ナルト- 疾風伝 火の意志を継ぐ者（原画）
- 劇場版ヤッターマン 新ヤッターメカ大集合! オモチャの国で大決戦だコロン!（メカ作画監督補佐）

2010年
- 劇場版 Fate/stay night UNLIMITED BLADE WORKS（特技監督）
- いばらの王 -King of Thorn-（エフェクト作画監督、原画）
- 宇宙ショーへようこそ（原画）
- 劇場版 NARUTO -ナルト- 疾風伝 ザ・ロストタワー（エフェクト作画監督）
- 劇場版BLEACH 地獄篇（エフェクト監修）

2011年
- 映画ドラえもん 新・のび太と鉄人兵団 〜はばたけ 天使たち〜（原画）
- 鬼神伝（原画）
- 劇場版 NARUTO -ナルト- ブラッド・プリズン（エフェクト作画監督）

2012年
- ROAD TO NINJA -NARUTO THE MOVIE-（エフェクト作画監督補佐）
- ヱヴァンゲリヲン新劇場版:Q（イメージボード、原画）
- 劇場版 FAIRY TAIL 鳳凰の巫女（原画）
- ONE PIECE FILM Z（エフェクト作画監督、原画）
- 花の詩女 ゴティックメード（原画）

2013年
- 劇場版 魔法少女まどか☆マギカ [新編] 叛逆の物語（エフェクト作画監督）
- SHORT PEACE「火要鎮」（エフェクト作画監督）
- 劇場版 HUNTER×HUNTER -The LAST MISSION-（原画）

2014年
- THE LAST -NARUTO THE MOVIE-（原画）
- 聖闘士星矢 Legend of Sanctuary（2Dスーパーバイザ、コンテ協力）
- 宇宙戦艦ヤマト2199 星巡る方舟（エフェクト作画監督）
- それいけ!アンパンマン りんごぼうやとみんなの願い（原画）
- 楽園追放 -Expelled from Paradise-（エフェクトアニメーター）

2015年
- ガールズ&パンツァー 劇場版（原画）

2016年
- 劇場版 牙狼〈GARO〉-DIVINE FLAME-（原画）
- 劇場版 艦これ（エフェクトディレクター）
- モンスターストライク THE MOVIE はじまりの場所へ（エフェクト作画監督）
- ONE PIECE FILM GOLD（エフェクト作画監督、原画）
- 君の名は。(原画)
- 虐殺器官（エフェクト作画監督補）
- GANTZ：O（絵コンテ）

2017年
- 宇宙戦艦ヤマト2202 愛の戦士たち（エフェクト作画監督、原画）
- 劇場版 トリニティセブン -悠久図書館と錬金術少女-（エフェクト作画監督協力）
- クレヨンしんちゃん 襲来!!宇宙人シリリ（原画）
- KING OF PRISM -PRIDE the HERO-（エフェクト作画協力）
- 打ち上げ花火、下から見るか? 横から見るか?（原画）
- 交響詩篇エウレカセブン ハイエボリューション（原画）
- メアリと魔女の花（原画）
- マジンガーZ / INFINITY（メカエフェクト作画監督、原画）

2018年
- 文豪ストレイドッグス DEAD APPLE（エフェクト作画監督）
- 劇場版 フリクリ オルタナ（原画）
- 映画 HUGっと!プリキュア♡ふたりはプリキュア オールスターズメモリーズ（原画）
- ドラゴンボール超 ブロリー（エフェクト作画監督、原画）

2019年
- コードギアス 復活のルルーシュ（原画）
- 劇場版 幼女戦記（エフェクトディレクター、原画）
- 機動戦士ガンダムNT（原画）
- 名探偵コナン 紺青の拳（エフェクト作画監督）
- ONE PIECE STAMPEDE（エフェクト作画監督）

2020年
- デジモンアドベンチャー LAST EVOLUTION 絆（エフェクト作画監督、原画）
- 海辺のエトランゼ（エフェクト作画監督）
- メイドインアビス 深き魂の黎明（エフェクト作画監督、原画）

2021年
- シン・エヴァンゲリオン劇場版（原画）
- 名探偵コナン 緋色の弾丸（エフェクト作画監督）
- 銀魂 THE FINAL（エフェクト作画監督、原画）
- 劇場版 美少女戦士セーラームーンEternal（エフェクト作画監督、原画）
- 劇場版 少女☆歌劇 レヴュースタァライト（メインアニメーター、原画）

2022年
- 鹿の王 ユナと約束の旅（原画）
- 名探偵コナン ハロウィンの花嫁（エフェクト作画監督、原画）
- ONE PIECE FILM RED（エフェクト作画監督、原画）

2023年
- 名探偵コナン 黒鉄の魚影（エフェクト作画監督、原画）
- 劇場版 美少女戦士セーラームーンCosmos（エフェクト作画監督）
- らくだい魔女 フウカと闇の魔女（エフェクト作画監督、原画）

### Webアニメ
- DEVILMAN crybaby（原画）

### ゲーム
1996年
- ワンダープロジェクトJ2 コルロの森のジョゼット（アニメパート作画、レイアウト）

1998年
- ゼノギアス（美術協力）

2005年
- テイルズ オブ ジ アビス（OPアニメーション原画）

2007年
- Fate/stay night [Réalta Nua]（アクション、エフェクト作画監督）

### ミュージックビデオ
- GLAY『サバイバル』 （原画）

### CM
- ボードゲーム「ドラゴンクエスト デスパレス」（作画監督）
- 東日本電信電話NTT東日本 ガッチャマン（原画）
- ルイ・ヴィトン『SUPERFLAT MONOGRAM』（原画）
- 日清食品 FREEDOM（エフェクト作画）